# Навајељња
Навајељња (блр. Наваельня; рус. Новоельня) насељено је место са административним статусом варошице (городской посёлок) у јужном делу Републике Белорусије. Административно припада Дзјатлавском рејону Гродњенске области и административни је центар истоимене општине.
Према подацима пописа становништва из 2009. у вароши је живело 3.100 становника.
Важан је бањски центар у Белорусији.

## Географија
Варошица лежи у источном делу Дзјатлавског рејона, на око 13 км источно од административног центра рејона града Дзјатлаве, на месту ушћа реке Јатрјанке у реку Молчад. Насеље представља железничку станицу на линији између Барановича и Лиде.

## Историја
Насеље се први пут помиње током XVI века као заселак Јељња у оквирима Навагрудског повјата тадашње Велике Кнежевине Литваније. У саставу Руске Империје је од 1795. Кроз насеље 1884. пролази железница која је повезивала Вилњус и Лунинец.
Од 1921. до 1939. насеље је део Навагрудског војводства Пољске, а потом прелази у састав Белоруске ССР где постаје општинским центром .
Административни статус вароши носи од 1945. и тада постаје административним центром Дзјатлавског рејона (тај статус задржава до 1954).
Једно краће време, од 1962. до 1965. био је саставним делом Навагрудског рејона.

## Демографија
Према резултатима пописа из 2009. у вароши је живело 3.100 становника.